# Nowa Wieś (gromada w powiecie suwalskim)
Nowa Wieś – dawna gromada, czyli najmniejsza jednostka podziału terytorialnego Polskiej Rzeczypospolitej Ludowej w latach 1954–1972.
Gromady, z gromadzkimi radami narodowymi (GRN) jako organami władzy najniższego stopnia na wsi, funkcjonowały od reformy reorganizującej administrację wiejską przeprowadzonej jesienią 1954 do momentu ich zniesienia z dniem 1 stycznia 1973, tym samym wypierając organizację gminną w latach 1954–1972.
Gromadę Nowa Wieś z siedzibą GRN w Nowej Wsi utworzono – jako jedną z 8759 gromad – w powiecie suwalskim w woj. białostockim, na mocy uchwały nr 23/V WRN w Białymstoku z dnia 4 października 1954. W skład jednostki weszły obszary dotychczasowych gromad Lipniak, Mała Huta, Nowa Wieś i Okuniowiec ze zniesionej gminy Huta oraz obszar dotychczasowej gromady Osinki ze zniesionej gminy Jeleniewo w tymże powiecie. Dla gromady ustalono 12 członków gromadzkiej rady narodowej.
31 grudnia 1959 do gromady Nowa Wieś przyłączono obszar lasów państwowych N-ctwa Wigry obejmujący oddziały 81—105, przyległy obszar łąk o powierzchni 49 ha oraz jeziora Królówek i Białe ze zniesionej gromady Jegliniec.
1 stycznia 1969 gromadę Nowa Wieś zniesiono, włączając jej obszar do gromad Kaletnik (wieś Lipnik), Stary Folwark (wsie Mała Huta, Nowa Wieś i Okunowiec) i Żubryn (wieś Osinki).